# Serhou Guirassy
Serhou Yadaly Guirassy (* 12. března 1996 Arles) je guinejský profesionální fotbalista francouzského původu, který hraje na pozici útočníka za německý klub Borussia Dortmund a za guinejský národní tým.

## Klubová kariéra

### Stade Lavallois
Guirassy se narodil v Arles ve Francii guinejským rodičům. Je odchovancem Stade Lavallois. V A-týmu debutoval 18. října 2013 v zápase Ligue 2 proti Le Havre AC. Do základní sestavy se prosadil až v sezóně 2014/15, kdy v 29 ligových zápasech vstřelil 6 branek a stal se předmětem přestupových spekulací.

### Lille OSC
V létě 2015 přestoupil do prvoligového Lille OSC. Francouzskému klubu dal přednost před Saint-Étienne či Tottenhamem. V podzimní části sezóny nedostal mnoho příležitostí v A-týmu, a tak požádal klub o uvolnění na hostování.
V lednu 2016 tak zamířil na půlroční hostování do druholigového Auxerre. V Ligue 2 vstřelil během 16 utkání 8 branek a přidal 2 asistence.

### Köln
Guirassy v létě 2016 přestoupil do německého 1. FC Köln za částku okolo 6 milionů euro. V klubu podepsal pětiletou smlouvu. Brzy po svém příchodu do Kolína podstoupil operaci menisku. Později v první polovině sezony 2016/17 ho vyřadily ze hry svalové problémy. Ve své první sezóně v Německu tak odehrál jen 6 soutěžních utkání.
Sezónu 2017/18 začal jako člen stabilní základní sestavy a 28. září 2017 debutoval v evropských pohárech, když nastoupil do utkání proti Crvene Zvezdě v základní skupině Evropské ligy. V březnu 2018 si ale poranil kotník a kvůli zdravotním problémům přišel o zbytek sezóny, ve které Kolín sestoupil z Bundesligy. Guirassy vinou zranění odehrál jen 22 soutěžních utkání, v nich vstřelil 7 branek a stal se nejlepším střelcem Kolínu v sezóně.
Guirassy pokračoval v dresu Kolína i v druhé Bundeslize, během podzimní části sezóny 2018/19 vstřelil 2 branky v 16 ligových zápasech, následně však požádal klub o svolení k odchodu.

### Amiens
V lednu 2019 odešel na půlroční hostování s opcí do francouzského Amiens. Ve francouzské Ligue 1 poprvé v dresu Amiens nastoupil 2. února při prohře 0:1 s Rennes. Během sezóny 2018/19 odehrál 13 utkání v nichž vstřelil 3 branky a Amiens v létě 2019 aktivovalo opci na trvalý přestup.
Guirassy se stal v ročníku 2019/20 jedním z klíčových hráčů Amiens, ale ani jeho 9 branek v lize nestačilo klubu na záchranu v nejvyšší soutěži. V lednu 2020 o jeho služby stál anglický Brighton, rozhodl se však v Amiens zůstat až do konce sezóny.

### Rennes
Dne 27. srpna 2020 přestoupil Guirassy do Stade Rennes. V dresu Rennes debutoval 29. srpna při výhře 2:1 proti Montpellieru a o týden později dvěma góly rozhodl o výhře 4:2 nad Nîmes. Guirassy se střelecky prosadil i při svém debutu v Lize mistrů, a to při remíze 1:1 s Krasnodarem. Útočník Rennes si z listopadového duelu proti Štrasburku odnesl zraněný kotník a čekala jej dvouměsíční pauza. Guirassy v sezóně 2020/21 odehrál dohromady 32 soutěžních utkání, v nichž vstřelil 13 branek.
V sezóně 2021/22 přišel Guirassy o místo v základní sestavě Rennes, přednost před ním dostával hlavně Gaëtan Laborde. I přesto se Guirassymu podařilo vstřelit 12 branek v 48 ligových zápasech a pomohl Rennes ke konečné 4. příčce v lize.

### Stuttgart
Guirassy v létě 2022 opustil Rennes a přesunul se na hostování s opcí na přestup do německého Stuttgartu. V bundesligovém týmu se ihned stal členem základní sestavy a 14 brankami pomohl Stuttgartu k udržení se v nejvyšší soutěži, prosadil se i při sestupovém play-off proti Hamburku (Stuttgart se udržel po výhrách 3:0 a 3:1). Se Stuttgartem také došel až do semifinále DFB-Pokalu.
Stuttgart v květnu 2023 aktivoval opci na trvalý přestup ve výši 9 milionů eur. Guirassy v srpnu odmítl nabídky Ajaxu a Fulhamu a zůstal ve Stuttgartu. V sezóně 2023/24 vstřelil Guirassy v prvních pěti zápasech deset gólů, včetně svého prvního bundesligového hattricku v zápase s Mohučí, čímž vyrovnal předchozí rekord Roberta Lewandowského z ročníku 2020/21.

## Reprezentační kariéra
Guirassy je bývalým francouzským mládežnickým reprezentantem. Přesto se rozhodl reprezentovat rodnou zemi svých rodičů, Guineu, na reprezentační úrovni. V reprezentačním dresu debutoval 25. března 2022 v přátelském utkání s Jihoafrickou republikou (remíza 0:0).